# Iwan Barjakow
Iwan Barjakow (bulgarisch Иван Баряков, * 26. Juni 1983 in Bansko) ist ein ehemaliger bulgarischer Skilangläufer.

## Werdegang
Barjakow, der für den SC Bansko startete, trat international erstmals bei den Junioren-Skiweltmeisterschaften 2001 in Karpacz in Erscheinung. Dort belegte er den 86. Platz im Sprint, den 80. Rang über 10 km klassisch und den 72. Platz im 30-km-Massenstartrennen. Im folgenden Jahr kam er bei den Junioren-Skiweltmeisterschaften in Schonach im Schwarzwald auf den 37. Platz über 10 km Freistil und bei den Olympischen Winterspielen in Salt Lake City auf den 70. Platz in der Doppelverfolgung, auf den 61. Rang im Sprint sowie auf den 60. Platz über 15 km klassisch. In der Saison 2002/03 lief er bei der Winter-Universiade 2003 in Tarvisio auf den 70. Platz über 10 km klassisch, auf den 68. Rang im Sprint sowie auf den 45. Platz im 30-km-Massenstartrennen und bei den nordischen Skiweltmeisterschaften 2003 im Val di Fiemme auf den 77. Platz über 15 km klassisch sowie auf den 71. Rang im Skiathlon. In der Saison 2004/05 belegte er bei der Winter-Universiade 2005 in Seefeld in Tirol den 59. Platz im Sprint sowie den 40. Rang über 10 km Freistil und bei den nordischen Skiweltmeisterschaften 2005 in Oberstdorf den 84. Platz über 15 km Freistil, den 70. Rang im Sprint und zusammen mit Wesselin Zinsow den 22. Platz im Teamsprint. Seine letzten internationale Rennen absolvierte er bei den Olympischen Winterspielen in Turin. Dort errang er den 71. Platz im Sprint und den 67. Platz über 15 km klassisch.

## Teilnahmen an Weltmeisterschaften und Olympischen Winterspielen

### Olympische Winterspiele
- 2002 Salt Lake City: 60. Platz 15 km klassisch, 61. Platz Sprint Freistil, 70. Platz 20 km Doppelverfolgung
- 2006 Turin: 67. Platz 15 km klassisch, 71. Platz Sprint Freistil

### Nordische Skiweltmeisterschaften
- 2003 Val di Fiemme: 71. Platz 20 km Skiathlon, 77. Platz 15 km klassisch
- 2005 Oberstdorf: 22. Platz Teamsprint Freistil, 70. Platz Sprint klassisch, 84. Platz 15 km Freistil